# Volutopsius norwegicus
Volutopsius norwegicus är en snäckart som först beskrevs av Gmelin 1791.  Volutopsius norwegicus ingår i släktet Volutopsius och familjen valthornssnäckor. Inga underarter finns listade i Catalogue of Life.